# Kohlekraftwerk Moorburg
Das Kohlekraftwerk Moorburg (Abkürzung: KKW Moorburg oder auch KW Moorburg) im Hamburger Stadtteil Moorburg entstand ab 2007 am Standort des 2004 abgerissenen Gaskraftwerkes Moorburg als Doppelblockanlage mit rund 2 × 800 MW. Es ging 2015 in Betrieb, kostete rund 3 Mrd. Euro und sollte bei angenommenen 7500 Volllaststunden pro Jahr 11,5 TWh elektrischer Energie liefern und dabei 8,7 Mio. Tonnen CO2 ausstoßen.
Am 1. Dezember 2020 gab die Bundesnetzagentur bekannt, dass Vattenfall als Betreiber des Kraftwerkes mit den beiden Blöcken des Kraftwerks Moorburg am Ausschreibungsverfahren zur Reduzierung der Verstromung von Steinkohleanlagen und Braunkohle-Kleinanlagen für beide Blöcke einen Zuschlag erhielt. Seit dem 1. Januar 2021 darf der Strom aus diesen Blöcken nicht mehr vermarktet werden. Hintergrund für die Teilnahme am Ausschreibungsverfahren war unter anderem die schwierige wirtschaftliche Lage auch moderner Kohlekraftwerke am Strommarkt. Im Dezember 2020 ging das Kraftwerk in die Netzreserve über und wurde im Juli 2021 stillgelegt. Im März 2025 wurde es weitgehend abgerissen, siehe Stilllegung und Rückbau.

## Aufbau und technische Daten

### Übersicht
| Kraftwerksblock | Inbetriebnahme | Brennstoff | Elektrische Leistung | Elektrische Leistung | Netzreserve | Status                                            |
| Kraftwerksblock | Inbetriebnahme | Brennstoff | Netto                | Brutto               | Netzreserve | Status                                            |
| --------------- | -------------- | ---------- | -------------------- | -------------------- | ----------- | ------------------------------------------------- |
| Block A         | 2015           | Steinkohle | 800 MW               | 827 MW               | 18.12.2020  | Vermarktungsverbot seit 1. Januar 2021 gemäß KVBG |
| Block B         | 2015           | Steinkohle | 800 MW               | 827 MW               | 18.12.2020  | Vermarktungsverbot seit 1. Januar 2021 gemäß KVBG |

### Auslastung und Volllaststunden
Die Auslastung des Kohlekraftwerks Moorburg war überdurchschnittlich hoch. In den Jahren 2016, 2017, 2018 und 2019 waren die beiden Kraftwerksblöcke höher ausgelastet als der deutschlandweite Durchschnitt.
Die prognostizierten 7500 Volllaststunden pro Jahr (7500 von 8760 Stunden = 85,6 % Auslastung) erwiesen sich als viel zu hoch angesetzt.
|               | 2015 | 2016 | 2017 | 2018 | 2019 | 2020 |
| ------------- | ---- | ---- | ---- | ---- | ---- | ---- |
| Moorburg A    | 47,5 | 47,5 | 52,9 | 57,2 | 37,3 | 8,9  |
| Moorburg B    | 36,5 | 49,2 | 55,8 | 53,3 | 45,7 | 18,9 |
| Ø Deutschland | 48,6 | 47,2 | 40,6 | 41,5 | 30,7 | 23,6 |

Im Zeitraum 2015–2020 wurden insgesamt 34,288 TWh Strom erzeugt, davon entfielen 16,258 TWh auf Block A und 18,029 TWh auf Block B.
Die bei der Planung und Finanzierung ursprünglich angenommene Menge belief sich auf 11,5 TWh pro Jahr.
|            | 2015  | 2016  | 2017  | 2018  | 2019  | 2020  | Gesamt |
| ---------- | ----- | ----- | ----- | ----- | ----- | ----- | ------ |
| Moorburg A | 2,077 | 3,320 | 3,673 | 3,981 | 2,587 | 0,620 | 16,258 |
| Moorburg B | 2,525 | 3,439 | 3,880 | 3,711 | 3,176 | 1,298 | 18,029 |
| Gesamt     | 4,602 | 6,759 | 7,554 | 7,692 | 5,763 | 1,918 | 34,288 |

## Geschichte

### Planungsgeschichte
Vattenfall kündigte 2004 an, in Moorburg ein neues Kraftwerk bauen zu wollen. 2005 animierte der Senat von Beust II Vattenfall dazu, es doppelt so groß und als Fernwärmekraftwerk zu bauen. Im September 2006 gab der Aufsichtsrat von Vattenfall Europe die interne Genehmigung zum Bau des Kraftwerks. Dieses sollte nach Vattenfall-Angaben rund 2,6 Mrd. Euro kosten.
Seit dem 4. Mai 2007 war der Kupferproduzent Aurubis (ehemals Norddeutsche Affinerie AG) durch eine so genannte virtuelle Kraftwerksscheibe – eine gesellschaftsrechtliche Beteiligung in Höhe von 115 MW – am Kohlekraftwerk Moorburg beteiligt. Aurubis sollte von Vattenfall bis zum Jahr 2040 pro Jahr eine Milliarde Kilowattstunden Strom beziehen. Der Bezugspreis in diesem langfristigen Liefervertrag orientierte sich an den Erzeugungskosten des entsprechenden Kraftwerks.
Im Oktober 2007 begann der Bau des neuen Kraftwerks mit zwei steinkohlebefeuerten Blöcken mit jeweils 865 MW elektrischer Nennleistung. Der Steinkohleverbrauch lag bei Volllast bei ca. 12.000 Tonnen pro Tag. Eine Auskopplung von maximal 650 MW Fernwärme sollte ursprünglich die Erzeugung des außer Betrieb gehenden Heizkraftwerks Wedel ersetzen und darüber hinaus einen weiteren Ausbau der Fernwärmeversorgung im Süden Hamburgs ermöglichen, doch die dafür nötige Fernwärmeleitung, die durch die Elbe verlegt werden sollte, wurde auf Druck von Bürgerinitiativen und Umweltorganisationen nicht genehmigt. Ohne die Fernwärmeleitung unter der Elbe lag der Energienutzungsgrad des Kraftwerks niedriger, außerdem waren die Investitionen in die Anlagen zur Fernwärme-Auskopplung vergeblich getätigt worden.
2012 gab es Planungen, am Standort des Kraftwerks Wedel ein neues GuD-Kraftwerk zu errichten, das die Fernwärmeversorgung Hamburgs übernehmen würde. Die damalige Oppositionspartei CDU wollte die Abwärme von Moorburg doch noch nutzen.

### Bau und Inbetriebnahme
Der erste Block sollte 2012 in Betrieb gehen und der zweite im Jahr 2013. Wegen „Qualitätsproblemen bei Schweißnähten“, die im Frühjahr 2011 in den bereits errichteten Dampfkesseln festgestellt wurden, wurde die Inbetriebnahme mehrfach verschoben. Im Januar 2012 wurde die Inbetriebnahme der beiden Blöcke für Anfang bzw. Mitte 2014 angegeben. Gut 10 Prozent des verbauten Kesselstahls (Typ T24) mussten aus Qualitätsgründen ausgetauscht werden, da sich wie bei anderen Kohlekraftwerksprojekten Haarrisse an den Schweißnähten gebildet hatten.
Im Juni 2013 wurden die Brenner zum ersten Mal gezündet. Daraufhin zog eine dunkle, stinkende Wolke über Moorburg; drei Anwohner klagten über Kopfschmerzen, Atemnot und Übelkeit. Vattenfall betonte, man habe den Wind falsch berechnet, allerdings seien alle gesetzlichen Grenzwerte eingehalten worden und es habe zu keiner Zeit eine Gefahr für die Bevölkerung bestanden. Der Gestank der Wolke und die schwarze Färbung von Ruß rühre von den neuen Anlagenteilen her. Politiker und Umweltverbände kritisierten Vattenfall für die Informationspolitik und die Art und Weise des Testlaufes.

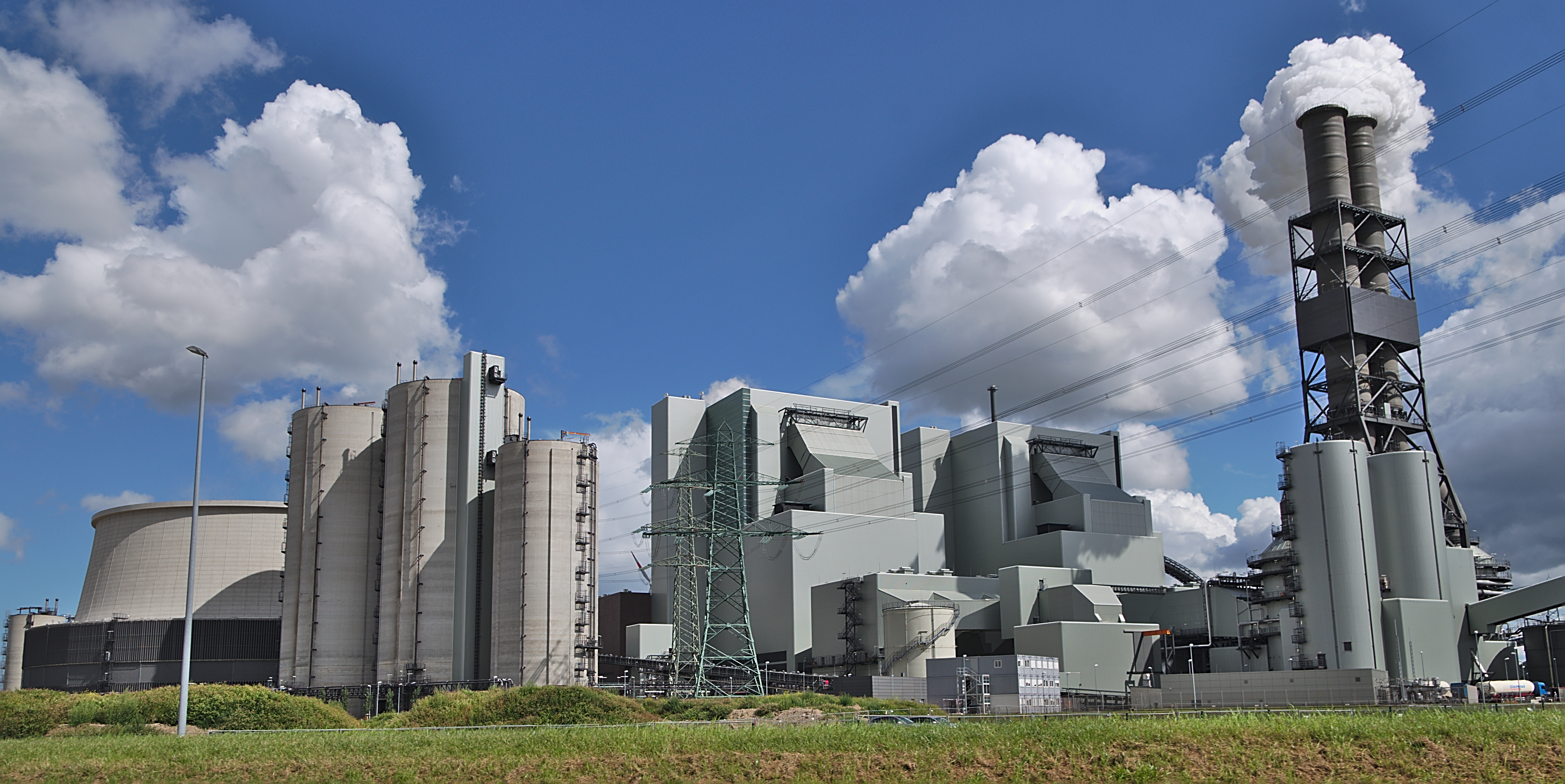
Das Kraftwerk im Jahr 2016

Am 1. September 2013 nahm der zur Schramm Group gehörende private Hafenbetreiber Brunsbüttel Ports den Betrieb der Ver- und Entsorgungsanlagen des Steinkohlekraftwerks in Moorburg auf. Man rechnete mit über 4 Mio. Tonnen Steinkohle im Jahr, die auf dem Wasserweg über die Elbe angeliefert würden. Die Kohle wurde mit zwei Portalkranen von Seeschiffen am Anleger gelöscht, die spätere Versorgung der Tagesbunker geschah über Förderbänder.
Auch die Entsorgung der Abfallstoffe des Kraftwerkbetriebes übernahm Brunsbüttel Ports. Durch die Abgasreinigung mit einer Rauchgasentschwefelungsanlage fielen große Mengen an Gips an; außerdem fuhren Spezialschiffe Nass- und Trockenasche sowie Ammoniakwasser ab. Für die Entsorgung wurden auch Lkw eingesetzt.
Am 28. Februar 2014 wurde Block B das erste Mal ans Netz geschaltet. Seine vollständige Inbetriebnahme verzögerte sich immer wieder; er ging am 28. Februar 2015 in Betrieb. Block A ging am 31. August 2015 in Betrieb.
Am 18. November 2015 weihte Olaf Scholz, damals Hamburgs Erster Bürgermeister, das Kraftwerk offiziell ein.

### Schadensersatzklage von Vattenfall
Wegen der verschärften Umweltauflagen, die im Rahmen der Genehmigung 2008 erteilt worden waren, verklagte Vattenfall die Bundesrepublik Deutschland entsprechend den Regeln des Internationalen Zentrums zur Beilegung von Investitionsstreitigkeiten (ICSID) vor einem Schiedsgericht auf Schadensersatz in Höhe von 1,4 Mrd. Euro (siehe Vattenfall gegen Bundesrepublik Deutschland). Außerdem klagte das Unternehmen vor dem OVG Hamburg gegen die Umweltauflagen. Die beiden Verfahren endeten in einem Vergleich.

### Europäischer Gerichtshof: Fehlerhafte Genehmigung
Im Jahre 2010 erhob der Bund für Umwelt und Naturschutz Deutschland (BUND) Beschwerde bei der EU-Kommission. Im März 2015 gab die EU-Kommission bekannt, ein Vertragsverletzungsverfahren gegen Deutschland anzustoßen, da die wasserrechtliche Genehmigung des Kraftwerks gegen die Habitatrichtlinie verstoße. Es bestehe die Gefahr, dass sich das Projekt negativ auf geschützte Arten wie Lachs, Flussneunauge oder Meerneunauge auswirke. Die zur Kühlung des Kraftwerks erforderliche Wasserentnahme sei schädlich für diese Tiere. Bei der Genehmigung des Kraftwerks habe Deutschland es versäumt, die in der Richtlinie vorgesehene Prüfung vorzunehmen und nach alternativen Kühlverfahren zu suchen, durch die das Sterben der betreffenden geschützten Arten vermieden werden könne.
Im April 2017 urteilte der Europäische Gerichtshof (EuGH), die Genehmigung für das Kraftwerk sei fehlerhaft, da die Umweltverträglichkeit nicht korrekt geprüft worden sei. Konkret war die Richtlinie 92/43/EWG (Fauna-Flora-Habitat-Richtlinie) verletzt worden, da Auswirkungen auf bestimmte Fischarten nicht ausreichend geprüft wurden. Die EU-Kommission hatte geklagt. Statt der Kühlung mit Elbe-Wasser solle ein Kreislaufkühlungssystem genutzt werden. Dies jedoch würde einen erhöhten Eigenbedarf des Kraftwerkes und damit höhere Stromgestehungskosten sowie erhöhte CO2-Emissionen bewirken. Der Betreiber Vattenfall entgegnete, dass nur eine sehr geringe Anzahl besonders schützenswerter FFH-Fischarten geschädigt werde.
Am 1. Juni 2017 untersagte die Behörde für Umwelt und Energie (BUE) in Umsetzung des Urteils und nach Abstimmung mit dem Bund die Wasserentnahme aus der Elbe zur Durchlaufkühlung. Damit durfte das Kraftwerk nur mit Kreislaufkühlung per Kühlturm betrieben werden. Für die Durchlaufkühlung waren 64 m³/s Elbwasser notwendig, für die Kreislaufkühlung 1 m³/s.

### Stilllegung und Rückbau

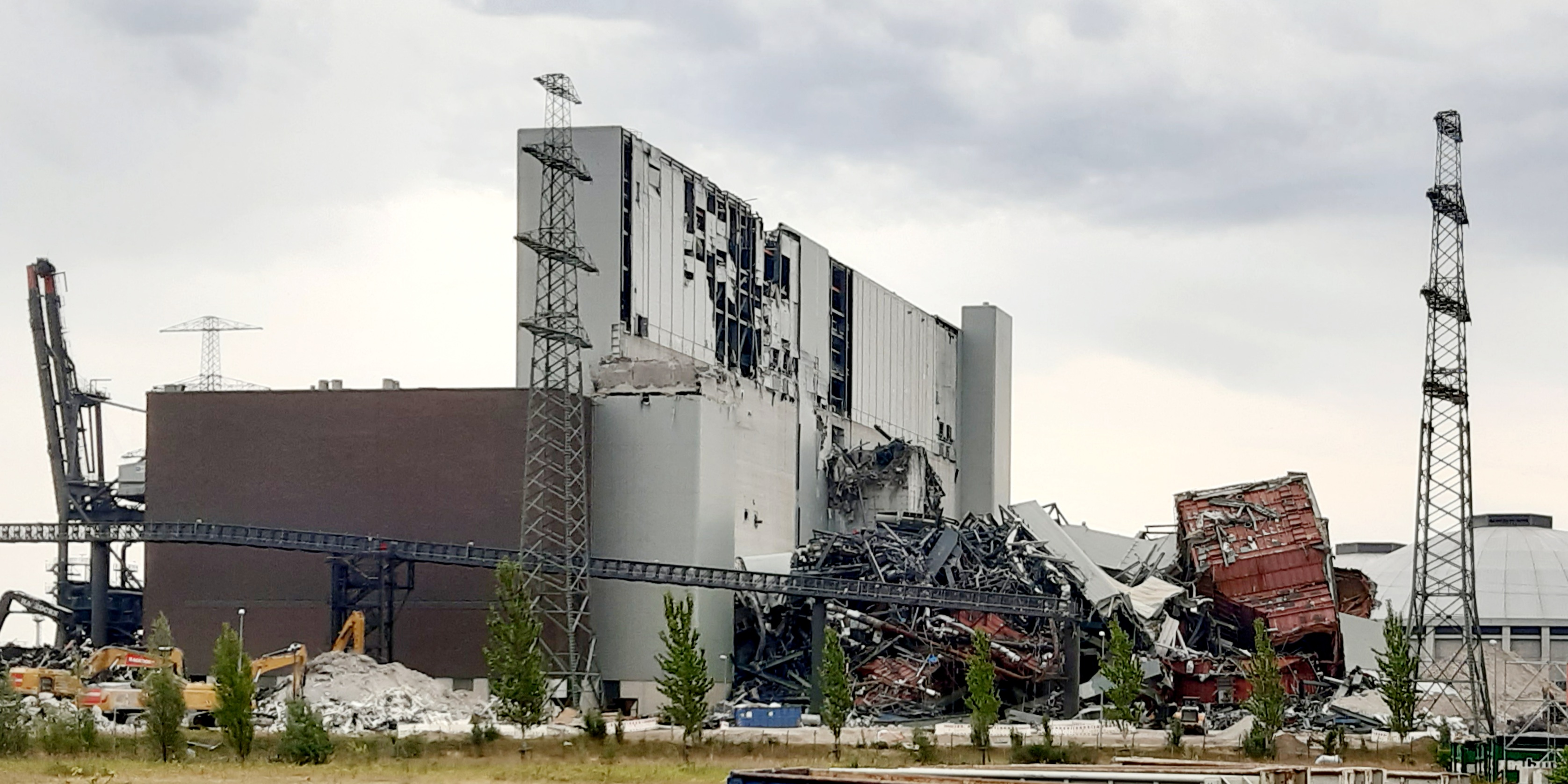
Reste des Kraftwerks nach der Sprengung, Juni 2025

Vattenfall nahm mit den Blöcken A und B am Ausschreibungsverfahren zur Reduzierung der Verstromung von Steinkohleanlagen und Braunkohle-Kleinanlagen zum Gebotstermin 1. September 2020 teil. Am 1. Dezember 2020 wurde das Ergebnis des Verfahrens gemäß § 24 Abs.1 Kohleverstromungsbeendigungsgesetz (KVBG) von der Bundesnetzagentur öffentlich bekannt gegeben. Beide Blöcke erhielten neben neun weiteren Kohleblöcken einen Zuschlag, wodurch das Vermarktungsverbot am 1. Januar 2021 und das Kohleverstromungsverbot für diese Blöcke im Juli 2021 in Kraft trat.
Zum 1. März 2023 verkaufte Vattenfall die Vattenfall Moorburg GmbH an die Hamburger Energiewerke. Dieser Verkauf umfasste die Gesellschaft mit 94 Mitarbeitern, die Gebäude, die verbliebenen Komponenten sowie das zugehörige Grundstück an der Moorburger Schanze. Über den Kaufpreis vereinbarten beide Seiten Stillschweigen.
Die Hamburger Wohnungswirtschaft forderte angesichts des russischen Angriffskriegs in der Ukraine und der damit einhergehenden Gasknappheit den Senat auf, ein Wiederanfahren des Kraftwerks zu prüfen. Vattenfall trat dem entgegen: „Als Kohlekraftwerk darf es nach den geltenden Regularien nicht mehr betrieben werden und es wäre technisch und wirtschaftlich auch nicht vernünftig darstellbar“, sagte eine Sprecherin der Deutschen Presse-Agentur. Vattenfall bereite weiter den Rückbau des Kraftwerks im Hamburger Hafen vor und gehe davon aus, noch in diesem Jahr die Rückbauleistungen zu beauftragen.
Am 10. November 2024 wurde der Schornstein gesprengt.
Am 23. März 2025 wurde versucht, die beiden Kesselhäuser mit insgesamt 1200 kg Sprengstoff zu sprengen. Eines stürzte wie geplant zusammen, das andere nicht, weil die in ihm angebrachten Sprengladungen nicht zündeten. Die Sprengung des stehengebliebenen Kesselhauses gelang dann am 30. April 2025.

## Kritik

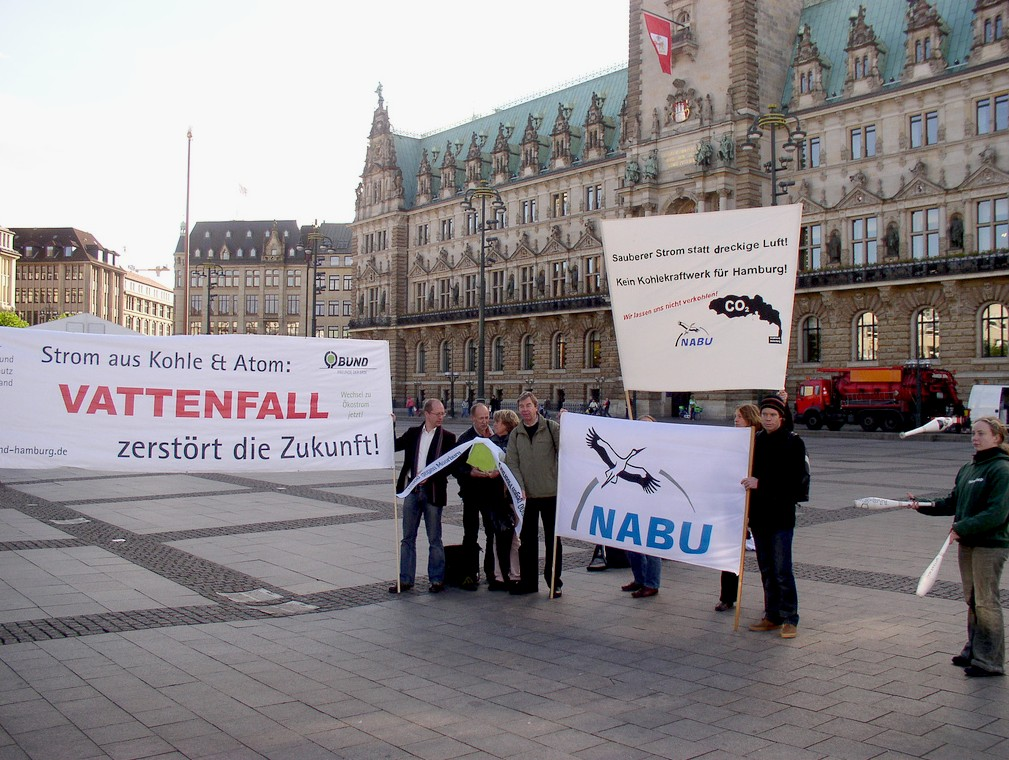
Protest und Übergabe von 12.000 Unterschriften gegen den Bau des Kohlekraftwerks an die Hamburger Bürgerschaft im Oktober 2007

Der Neubau wurde von Teilen der Hamburger Bürgerschaft und von mehreren Verbänden und Initiativen kritisch betrachtet. Wesentliche Kritikpunkte waren dabei unter anderem:
- der CO2-Ausstoß von insgesamt 8,5 Millionen Tonnen jährlich
- die unter Umständen eintretende Beeinträchtigung der Flora und Fauna der Elbe durch die Abwärme.

Der BUND bezifferte den genehmigten Schadstoffausstoß bei Volllast mit je 7850 Tonnen Schwefeldioxid und Stickoxiden sowie 785 Tonnen Feinstaub pro Jahr. Daneben durften bis zu 3,2 Tonnen Blei, 1,2 Tonnen Quecksilber, 1,0 Tonnen Arsen, 0,6 Tonnen Cadmium und 0,6 Tonnen Nickel in die Atmosphäre emittiert werden.
Nachdem die für die Genehmigung zuständige Behörde für Stadtentwicklung und Umwelt (BSU) das Projekt im April 2007 kritisch gesehen hatte, wollte sie die endgültige Genehmigung nach Abschluss des Erörterungstermins offenbar mit gewissen Auflagen erteilen (neue wasserrechtliche Stellungnahme vom August 2007).
Von verschiedenen Organisationen wurden Unterschriften für eine Volkspetition gegen das Kohlekraftwerk Moorburg gesammelt, mit der Senat und Bürgerschaft aufgefordert wurden, sich gegen den Bau des Kohlekraftwerks einzusetzen. Bei der ersten Zählung der Unterschriften im Dezember 2007 wurden nur diejenigen mit vollständiger Adresse berücksichtigt, so dass die Volkspetition mit weniger als 10.000 gültigen Unterschriften zunächst nicht zustande gekommen schien. Nach Berücksichtigung auch unvollständiger, aber eindeutig zuzuordnender Adressangaben kam die Volkspetition schließlich zustande, so dass sich die Bürgerschaft mit ihr beschäftigen musste.
Am 30. September 2008 erteilte die damalige Umweltsenatorin Anja Hajduk (GAL) die endgültige Genehmigung zum Bau des Kraftwerkes unter strengen Umweltauflagen. Da die Menge des Kühlwassers, das der Elbe entnommen werden durfte, vom jeweiligen Wasserstand abhängig sein sollte, konnte dies theoretisch an 250 Tagen im Jahr zu einer gedrosselten Leistung des Kraftwerkes führen.
Im Februar 2009 gab Vattenfall bekannt, dass die geforderten Auflagen den Bau des Kraftwerks massiv verteuerten. Grund hierfür sei unter anderem die als Ausgleichsmaßnahme geforderte zweite Fischaufstiegsanlage an der Staustufe Geesthacht.
Im April 2009 klagte Vattenfall wegen der Verschärfung von Umweltauflagen vor Gericht. Dieses Streitverfahren wurde solange ausgesetzt, bis der Prozessvergleich vor dem OVG Hamburg vom 30. September 2008 bis zum 31. März 2011 umgesetzt wurde. Schadensersatz wurde nicht zugestanden, Vattenfall und die Bundesrepublik Deutschland trugen jeweils ihre eigenen Kosten und die für das Schiedsgerichtverfahren zur Hälfte.
Das Verfahren wurde am 15. März 2010 ausgesetzt. Zwei Wochen zuvor hatte eine Klage des BUND vor dem OVG Hamburg Erfolg gehabt. Sie richtete sich gegen die Hamburger Behörde für Stadtentwicklung und Umwelt und deren Bewilligung der Fernwärmetrasse des Kraftwerks Moorburg. Das vereinfachte Plangenehmigungsverfahren musste durch ein Planfeststellungsverfahren mit Bürgerbeteiligung und Umweltverträglichkeitsprüfung ersetzt werden.

## Emissionsgrenzwerte
Im Genehmigungsbescheid vom 30. September 2008 legte die Behörde für Stadtentwicklung und Umwelt der Stadt Hamburg Emissionsgrenzwerte fest, die mindestens den Grenzwerten entsprachen, die bei Antragstellung in der 13. BImSchV (2004) festgelegt waren.
Schadstoffe mit Grenzwerten im Tagesmittel sind durch kontinuierlich arbeitende Messgeräte zu überwachen, die übrigen Werte durch Einzelmessungen. Zum Vergleich sind die Grenzwerte der 13. BImSchV aufgeführt, sowie die, im Normalbetrieb mit besten verfügbaren Techniken erreichbaren Emissionswerte, wie sie im Merkblatt der Europäischen Kommission für entsprechend große Neuanlagen mit Steinkohle-Staubfeuerung auf der Basis der Datensammlung in den Jahren 2001 und 2002 festgelegt sind.
| Luftschadstoff                           | Emissionswerte mit BVT im Tagesmittel 1 | Grenzwert Moorburg | Grenzwert Moorburg  | Grenzwert 13. BImSchV (2004) | Grenzwert 13. BImSchV (2004) |
| Luftschadstoff                           | Emissionswerte mit BVT im Tagesmittel 1 | Tagesmittel        | Halbstundenmittel 2 | Tagesmittel                  | Halbstundenmittel            |
| ---------------------------------------- | --------------------------------------- | ------------------ | ------------------- | ---------------------------- | ---------------------------- |
| Gesamtstaub (Staub)                      | 5–20 mg/Nm3                             | 10 mg/Nm3          | 20 mg/Nm3           | 20 mg/Nm3                    | 40 mg/Nm3                    |
| Stickstoffoxide (als NO2)                | 90–150 mg/Nm3                           | 70 mg/Nm3          | 200 mg/Nm3          | 200 mg/Nm3                   | 400 mg/Nm3                   |
| Schwefeldioxide (als SO2)                | 20–150 mg/Nm3                           | 100 mg/Nm3         | 200 mg/Nm3          | 300 mg/Nm3                   | 600 mg/Nm3                   |
| Kohlenmonoxid (CO)                       | 30–50 mg/Nm3                            | 100 mg/Nm3         | 200 mg/Nm3          | 250 mg/Nm3                   | 500 mg/Nm3                   |
| Quecksilber und Verbindungen (als Hg)    | kein BVT-Emissionswert                  | 0,03 mg/Nm3        | 0,05 mg/Nm3         | 0,03 mg/Nm3                  | 0,06 mg/Nm3                  |
| Anorganische Chlorverbindungen (als HCl) | 1–10 mg/Nm3                             | -                  | -                   | -                            | -                            |
| Anorganische Fluorverbindungen (als HF)  | 1–5 mg/Nm3                              | -                  | -                   | -                            | -                            |
| Ammoniak (NH3)                           | ≤ 5 mg/Nm3 bei SCR/SNCR                 | -                  | 5 mg/Nm3 (SCR)      | -                            | -                            |
| Dioxine und Furane 2 (PCDD/PCDF)         | kein BVT-Emissionswert                  | -                  | 0,1 ng/Nm3          | -                            | 0,1 ng/Nm3                   |

Eine neue Datensammlung zu aktualisierten besten verfügbaren Techniken (BVT) organisierte die Europäische Kommission seit Oktober 2011 und wollte im Jahr 2017 neue BVT-Schlussfolgerungen für Großfeuerungsanlagen veröffentlichen. Die darin festgelegten Emissionswerte, die mit BVT in bestehenden Anlagen erreichbar sind, mussten gemäß der europaweit geltenden Industrieemissionsrichtlinie spätestens vier Jahre nach der Veröffentlichung der BVT-Schlussfolgerungen vom Kraftwerk Moorburg eingehalten werden.

## Zukunftsplanungen
Am Standort Moorburg soll ab 2027 sogenannter grüner Wasserstoff produziert werden. Geplant ist eine mit Strom aus Windkraft und Photovoltaik gespeiste Elektrolyseanlage mit einer Leistungsaufnahme von mindestens 100 Megawatt. Im Januar 2021 unterzeichnete hierfür die Stadt Hamburg (Wärme Hamburg) zusammen mit den Unternehmen Shell, Vattenfall und Mitsubishi Heavy Industries eine Absichtserklärung.
Der Elektrolyseur soll den Kern des Hamburg Green Hydrogen Hub bilden, um den sich am 26. April 2021 der Wasserstoffverbund Hamburg schloss. Am Verbund beteiligten sich Airbus, ArcelorMittal, Gasnetz Hamburg, GreenPlug, Hamburger Hafen und Logistik AG, Hamburg Port Authority, HADAG Seetouristik und Fährdienst sowie die Stadtreinigung.
Im Mai 2021 schaffte es das Projekt bei der Bewerbung um Fördermittel im Rahmen des EU-Programms „Important Projects of Common European Interest“ (IPCEI) in die engere Auswahl des Bundeswirtschaftsministeriums.